# Gottfried Leonhardt
Gottfried Leonhardt (* 24. Mai 1919 in Johanngeorgenstadt; † 8. Januar 2018 in Leipzig) war ein deutscher Grafiker und Illustrator.

## Leben und Wirken
Leonhardt besuchte die Volksschule und absolvierte von 1934 bis 1937 eine Lehre als Kaufmann. Er wurde dann zum Reichsarbeitsdienst und zur Wehrmacht eingezogen. Er nahm als Soldat am Zweiten Weltkrieg teil und war in Kriegsgefangenschaft.
Von 1950 bis 1952 besuchte er bei Karl Michel die die Mal- und Zeichenschule Zwickau. Von 1954 bis 1958 studierte er an der Fachschule für angewandte Kunst Berlin-Schöneweide. Von 1958 bis 1960 arbeitete er als Gebrauchsgrafiker bei der DEWAG-Werbung Karl-Marx-Stadt. Ab 1960 war er als Zeitschriften- und Buchgestalter im Fachbuchverlag Leipzig tätig. In dieser Zeit absolvierte er ab 1963 ein externes Studium in der Fachrichtung Typografie an der Hochschule für Grafik und Buchkunst Leipzig, das er 1967 mit einem Diplom abschloss. Von 1975 bis 1990 war er Künstlerischer Leiter im Deutschen Verlag für Grundstoffindustrie Leipzig. Von Leonhardt illustrierte und gestaltete Bücher wurden auf Ausstellungen wie der Internationalen Buchkunst-Ausstellung, Schönste Bücher aus aller Welt, Schönste Bücher der DDR und 1987/1988 auf der X. Kunstausstellung der DDR gezeigt.
In seinem Ruhestand schuf Leonhardt vor allem Grafiken, die sich, ausgehend von seinen persönlichen Erfahrungen, mit dem Leiden Christi und dem Zweiten Weltkrieg beschäftigen. Diese Werke wurden in Kirchen wie der Friedenskirche und der Gnadenkirche in Leipzig sowie in mehreren Kasernen gezeigt. 2016 zeigte die Lehmhaus-Galerie in Zwenkau mit 40 Aquarellen, Grafiken und Collagen von Gottfried Leonhardt einen Querschnitt seines Schaffens.

## Werke (Auswahl)
Buchillustration
- Familie Star und Opa Paul. Text Fred Reinke. Postreiter, Halle 1978.
Polnische Ausgabe: Nasz dziadek i szpaki. Postreiter, Halle 1979.
Spanische Ausgabe: La familia estornino y el abuelito Pablo. Editorial Gente Nueva, Havanna 1980.
Rumänische Ausgabe: Familia Graur si mos Paul. Editura Ion Creangă, Bukarest 1983.
- Drachensteigen. Text Peter Tille. Postreiter, Halle 1979. Polnische Ausgabe: Latawce. Postreiter, Halle 1981.

Weitere Buchgestaltungen
- Lothar Prengel: Farbfilm in der Kamera. Gestaltung Gottfried Leonhardt. Fotokinoverlag, Leipzig 1975.
- Horst Ihde: Von der Plantage zum schwarzen Ghetto. Geschichte und Kultur der Afroamerikaner in den USA. Einband und Schutzumschlag Gottfried Leonhardt. Urania, Leipzig 1975.
- Friedrich Schlette: Kelten zwischen Alesia und Pergamon. Eine Kulturgeschichte der Kelten. Schutzumschlag und Einband Gottfried Leonhardt. Urania, Leipzig, Jena, Berlin 1976.
- N. N. Tscheboksarow, I. A. Tscheboksarowa: Völker, Rassen, Kulturen. Schutzumschlag Gottfried Leonhardt. Urania, Leipzig 1979.
- Heinz Glade: Aus Altmark, Börde und Harzvorland. Illustrator Gottfried Leonhardt. Brockhaus, Leipzig 1979.
- Harry Beccard: In Visegrad und anderswo. Unterwegs im ungarischen Donauknie. Schutzumschlag und Einband Gottfried Leonhardt. Brockhaus, Leipzig 1981.
- Heiner Vollstädt, Rolf Baumgärtel: Edelsteine. Gesamtgestaltung Gottfried Leonhardt. Deutscher Verlag für Grundstoffindustrie, Leipzig 1982.
- Taschenkatechismus. Luthers Kleiner Katechismus, Barmer theologische Erklärung, Gebete, Sprüche, Bücher der Bibel, Lieder, Kirchenjahr, Zeittafel. Gesamtgestaltung Gottfried Leonhardt. Evangelische Verlagsanstalt, Berlin 1983.
- Karl Hans Pollmer: Die Jahre der Schindler zu Schneeberg. Geschichte und Geschichten aus der Zeit der Reformation und des Dreißigjährigen Krieges. Überzug und Textzeichnungen Gottfried Leonhardt. Evangelische Verlags-Anstalt, Berlin 1987, ISBN 3-374-00125-4.
- Peter Drescher: Der Wunschbriefkasten. Umschlag und Illustrationen Gottfried Leonhardt. Evangelische Verlags-Anstalt, Berlin 1989, ISBN 3-374-00810-0.